# رينالدو دوترا
رينالدو دوترا دا سيلفا المعروف بـرينالدو مواليد 18 مارس 1989 في البرازيل، هو لاعب كرة قدم برازيلي يلعب في النادي العربي السعودي. لعب في السعودية في نادي الأخدود ونادي الصفا والنادي العربي.

## روابط خارجية
- رينالدو دوترا على موقع قاعدة بيانات كرة القدم.إي يو (الإنجليزية)